# Znalost
Znalost je strukturovaný souhrn vzájemně souvisejících poznatků a zkušeností z určité oblasti nebo k nějakému účelu. Získává se zejména praxí nebo studiem.[zdroj?]
Znalost je reprezentace neboli kognitivní model určité věci, vzájemných vztahů entit a operací, které je s takovými entitami možné provádět. Umožňuje provádět myšlenková pozorování a experimenty a předpovídat tak chování skutečné věci nebo vytvářet strategie umožňující s danou věcí dosáhnout určeného cíle. Má větší informační hodnotu než pouhá data nebo informace a menší informační hodnotu než moudrost.[zdroj?]
Znalosti bývají typicky utříděny v nějakém hierarchickém systému znalostí. V počítačové terminologii se mechanizované systémy znalostí nazývají expertní systémy.[zdroj?]